# لی آیزنبرگ
لی آیزنبرگ (انگلیسی: Lee Eisenberg؛ زادهٔ ۵ آوریل ۱۹۷۷) فیلم‌نامه‌نویس، و بازیگر اهل ایالات متحده آمریکا است.
از فیلم‌ها یا برنامه‌های تلویزیونی که وی در آن نقش داشته‌است می‌توان به معلم بد، سال یکم، و پسران خوب اشاره کرد.
وی همچنین برندهٔ جوایزی همچون جایزه انجمن نویسندگان آمریکا شده‌است.